# The Adventures of Tom Thumb and Thumbelina
Pour les articles homonymes, voir Tom Thumb (homonymie).
Pour plus de détails, voir Fiche technique et Distribution.
The Adventures of Tom Thumb and Thumbelina est un film américain d'animation, sorti directement en DVD en 2002.

## Fiche technique
Sauf indication contraire, les informations mentionnées dans cette section peuvent être confirmées par la base de données cinématographiques IMDb,  présente dans la section « Liens externes ».
- Titre original : The Adventures of Tom Thumb and Thumbelina
- Réalisation : Glenn Chaika
- Scénario : Willard Carroll
- Musique : Randall Crissman
- Pays d'origine :  États-Unis
- Langue originale : anglais
- Genre : animation
- Durée : 75 minutes
- Dates de sortie : 
  - États-Unis : 6 août 2002 (directement en DVD)
  - Royaume-Uni : 23 décembre 2004 (directement à la télévision)

## Distribution (voix originales)
- Jennifer Love Hewitt : Thumbelina
- Elijah Wood (dialogues) et Brad Kane (voix chantée, non crédité) : Tom Thumb
- Peter Gallagher : le roi Mole
- Jon Stewart : Godfrey
- Rachel Griffiths : Albertine
- Robert Guillaume : Ben
- Jane Leeves : Margaret Beetle
- Alexandra Boyd : Bertha Beetle
- Michael Chiklis : Roman / le roi Webster
- Yvette Freeman : Leola
- Esai Morales : Vargas Mouse
- Bebe Neuwirth : la mère de Thumbelina
- Emma Samms : Shelley Beetle
- Yul Vazquez : Gibson Mouse
- Jack Johnson : ?
- Bob Joles : le narrateur (non crédité)